# Ryoji Takarabe
Ryoji Takarabe é um cantor e compositor japonês nascido em 21 de agosto de 1985.

## Carreira
Takarabe começou a tocar violão ainda na escola, e também participou de um grupo gospel na faculdade. Chegou a trabalhar como cerimonialista, mas insistiu no sonho de se tornar cantor, mudando-se para Tóquio em 2011, onde começou sua carreira trabalhando em clubes em Shibuya.
Takarabe também tem um canal no YouTube com mais de 400.000 inscritos, onde posta versões de músicas feitas apenas com sua voz. Ele também é sócio da empresa Breaker, que trabalha com entretenimento de mídia.
Em 2014, se apresentou no YouTube Fan Fest. Dois anos depois, lançou seu primeiro álbum, Season 1. Este foi seguido por Season 2, seu segundo álbum, lançado em 2017.
Se juntou a TOSHIMITSU e JENNI para formar o grupo TTJ, lançado seu primeiro álbum, TTJ Land em 2020. O álbum chegou à 44ª posição no Oricon Albums Chart. No mesmo ano, lançaram a música "Shout" em colaboração com Ayase e Yoasobi.

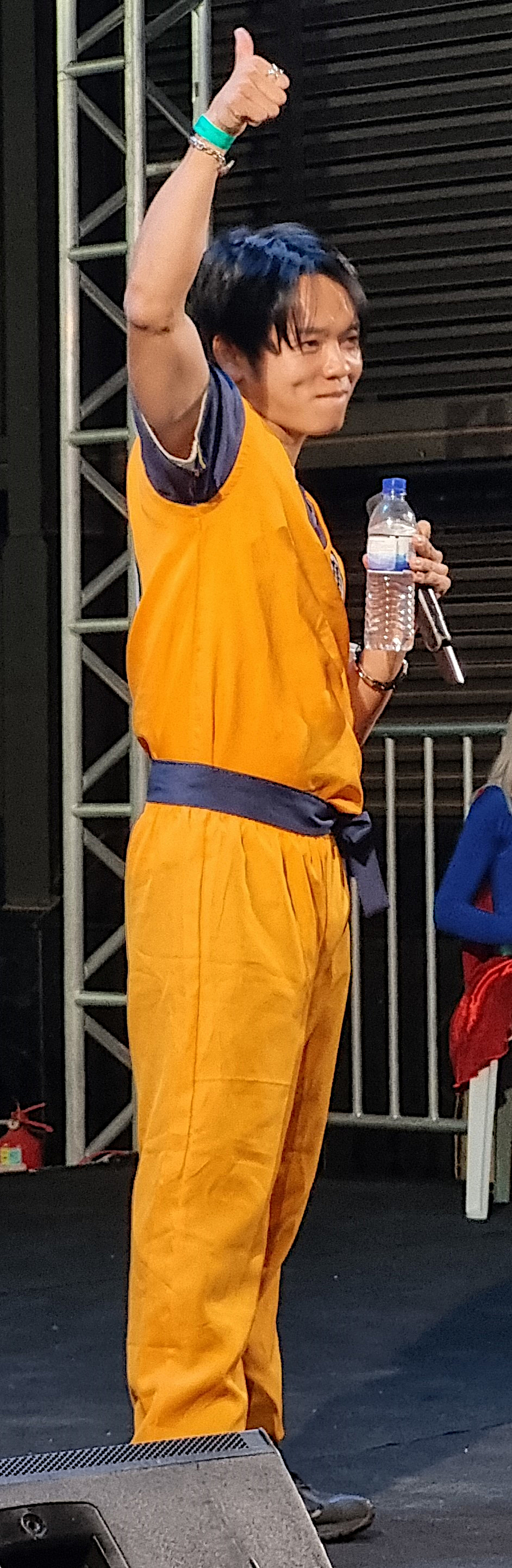
Ryoji Takarabe no Anime Summit Brasília 2024

Em 2024, veio ao Brasil pela primeira vez, para participar do Anime Summit Brasília.